# Kenya Airways
Kenya Airways é a companhia aérea nacional do Quênia com sede na cidade de Nairobi. É membro da SkyTeam Alliance. É uma das maiores companhias de aviação da África, com o seu hub no Aeroporto Internacional Jomo Kenyatta.
Kenya Airways é amplamente considerado como um dos principais operadores da África subsariana. Em janeiro de 2013, a companhia ficou em quarto lugar entre as dez melhores que operam na África, atrás das companhias South African Airways, Ethiopian Airlines e EgyptAir. A companhia aérea tornou-se um membro da SkyTeam em junho de 2010, e é também membro da Associação das Companhias Aéreas Africanas desde 1977. A partir de junho de 2013, a empresa empregava 4.006 funcionários.

## Frota

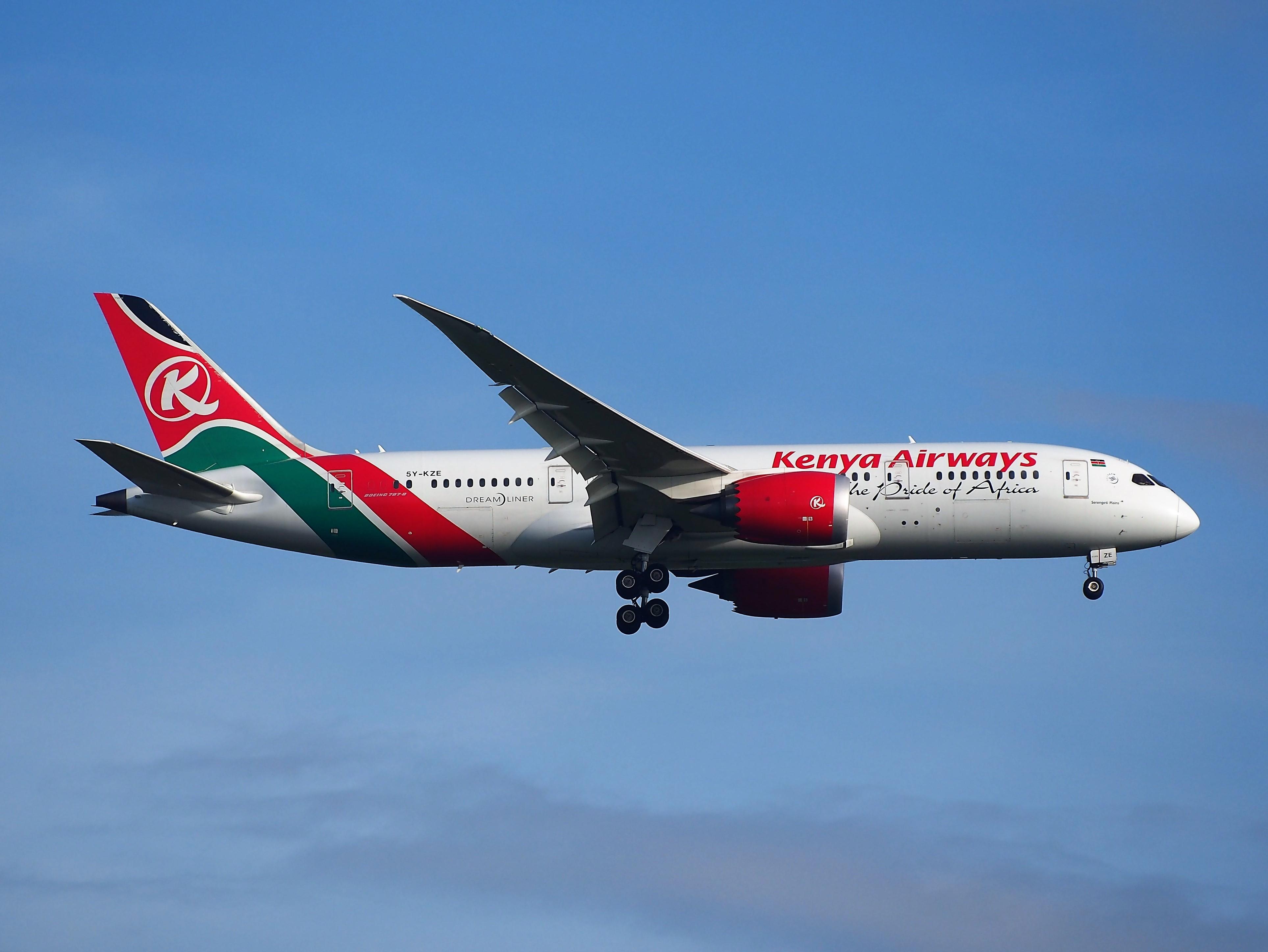
Boeing 787-8 da Kenya Airways

| Avião           | Quantidade | Encomendas |
| --------------- | ---------- | ---------- |
| Boeing 737-300  | 2          |            |
| Boeing 737-800  | 11         |            |
| Boeing 787-8    | 9          |            |
| Embraer ERJ-190 | 13         |            |
| TOTAL           | 35         | 0          |

## Acidentes e incidentes

### Vôo 507
No dia 5 de maio de 2007, um Boeing 737-800 caiu com 114 pessoas a bordo após decolar do Aeroporto Internacional de Douala, Camarões, com destino à Nairóbi, no Quênia.

## Ligação externa
- «Kenya Airways Official website»